# Alto do Ceará
O Alto do Ceará é um bairro localizado na cidade de Ilhéus (Bahia - Brasil).
Famoso por ser onde encontram-se a Igreja Nossa Senhora das Vitórias, palco de guerra entre ilheenses e holandeses, e o Instituto Nossa Senhora da Piedade, primeira instituição de ensino da cidade.